# Anna Róża Burzyńska
Anna Róża Burzyńska (ur. 3 maja 1979) – doktor habilitowana nauk humanistycznych, wykładowczyni Uniwersytetu Jagiellońskiego, krytyk teatralny, tłumaczka.

## Życiorys
Absolwentka teatrologii Uniwersytetu Jagiellońskiego i Collegium Invisibile. Obecnie jest adiunktem w Katedrze Teatru Wydziału Polonistyki UJ. Laureatka Konkursu im. Czesława Zgorzelskiego, stypendystka m.in. Krajowego Funduszu na rzecz Dzieci. Fundacji na rzecz Nauki Polskiej, Polsko-Niemieckiego Towarzystwa Akademickiego, Instytutu Goethego oraz programu SPACE (Supporting Performing Arts Circulation in Europe).  
Współpracuje z Instytutem im. Jerzego Grotowskiego. Redaktorka Gazety Teatralnej „Didaskalia”. W latach 2004–2010 była stałą recenzentką „Tygodnika Powszechnego”, publikuje w „Didaskaliach”, „Notatniku Teatralnym”, „Teatrze”, „Dialogu”. Pracowała jako dramaturg z performerem Stefanem Kaegim i reżyserem Larsem Janem. Jest specjalistką w dziedzinie dramatu polskiego i niemieckiego.  
Nominowana do Nagrody Literackiej Gdynia 2023 w kategorii esej za Atlas anatomiczny Georga Büchnera, w 2022 roku otrzymała Nagrodę im. Andrzeja Siemka.  

## Publikacje
- Mechanika cudu. Strategie metateatralne w polskiej dramaturgii awangardowej, Kraków 2005
- The classics and the troublemakers. Theatre directors from Poland, Warszawa 2008
- Maska twarzy. Twórczość dramatyczna Stanisława Grochowiaka, Kraków 2011
- Małe dramaty. Teatralność liryki Stanisława Grochowiaka, Kraków 2012
- Atlas anatomiczny Georga Büchnera, Kraków 2022